# Чейз, Чарли (порноактриса)
Чарли Чейз (англ. Charley Chase; род. 6 августа 1987, Луисвилл, Кентукки, США) — американская модель и порноактриса.

## Премии и номинации

### Премии
- 2010: CAVR Award — невоспетая старлетка года[1]
- 2011 AVN Award — невоспетая старлетка года[2]
- 2011 XRCO Award — невоспетая сирена[3]

### Номинации
- 2010: AVN Award: лучшая сцена триолизма — Buttwoman Returns
- 2010: AVN Award: лучшая групповая сцена — The Sex Files: A Dark XXX Parody
- 2010: AVN Award: невоспетая старлетка года
- 2010: XBIZ Award: исполнительница года
- 2011: AVN Award: лучшая групповая сцена — Slutty & Sluttier 11
- 2011: AVN Award: самая возмутительная сцена — Party of Feet 2
- 2011: AVN Award: лучшая оральная сцена — Throat Fucks 2
- 2011: AVN Award: лучшая лесбийская сцена триолизма — Tori Black Is Pretty Filthy 2

## Биография

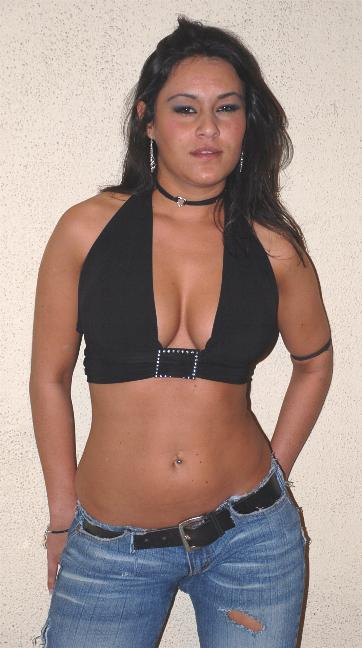
Чейз на Pornstar Karaoke (2007)

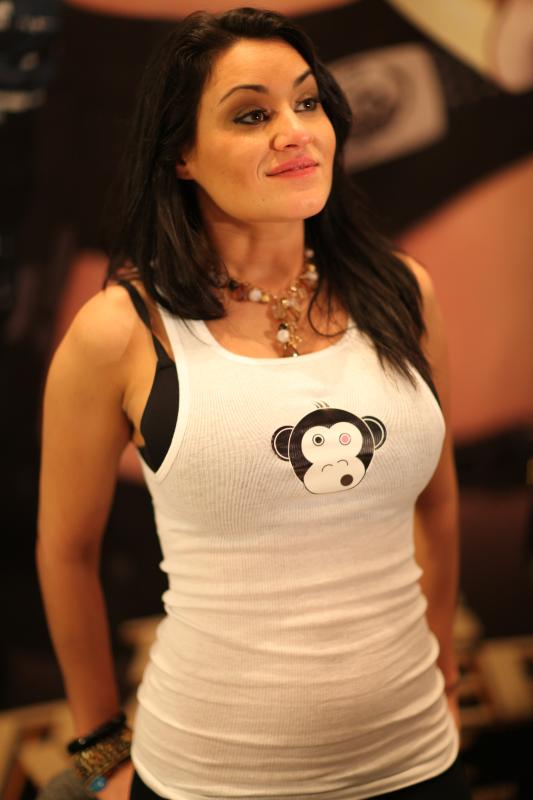
Чейз на AVN Awards в 2012 году

Родилась 6 августа 1987 года в Луисвилле, Кентукки, США. Имеет пуэрто-риканские и итальянские корни. В детстве занималась спортом. В 19 лет переехала в Атланту, штат Джорджия, чтобы изучать дизайн одежды в Колледже Баудер.
По совету порностарлетки Бейли Брукс, в 2007 году, в возрасте около 20 лет, начинает сниматься в порно, и сразу переезжает в Лос-Анджелес.
В 2008 году Чарли была названа «Королевой Камминга» на веб-сайте для взрослых Kink.com.
Первая анальная сцена — Big Wet Asses 21 (2012), студия Elegant Angel.
У Чарли есть пирсинг в языке, сосках, пупке и клиторе, а также несколько татуировок:
- текст «Carpe Diem / Carpe Noctem / Carpe Omnious» — на затылке (2011);
- кошка, сидящая на луне и смотрящая на звезды — за правым ухом;
- лев, сидящий на солнце — за левым ухом;
- кошка-черт и кошка-ангел — на лобке;
- перец халапеньо — на правой ягодице;
- маленькие кошки — на внешних сторонах обеих ног.

Грудь полностью натуральная. Известна своими оральными навыками. Является членом PUBA вместе с другими актрисами, такими как Наташа Найс, Эви Скотт, Шайла Стайлз, Мейсон Мур, Джессика Бангкок, Джейден Джеймс и Аса Акира.

## Избранная фильмография
- 2008: Evil Pink 4
- 2008: Barely Legal 82
- 2009: Face Fucking Inc. 5
- 2009: The Sex Files — A Dark XXX Parody
- 2009: Suck It Dry 6
- 2009: Girlvana 5
- 2009: Deep in Latin Cheeks 3
- 2010: Slutty and Sluttier 11 & 12
- 2010: Tori Black Is Pretty Filthy 2
- 2010: Bang Bus 28
- 2011: POV Pervert 13
- 2011: Let Me Suck You 2
- 2018: Tonight’s Girlfriend 68